# Taenionema atlanticum
Taenionema atlanticum är en bäcksländeart som beskrevs av William Edwin Ricker och Ross 1975. Taenionema atlanticum ingår i släktet Taenionema och familjen vingbandbäcksländor. Inga underarter finns listade i Catalogue of Life.